# Ideorhipistena
Ideorhipistena is een geslacht van kevers uit de familie spartelkevers (Mordellidae).
Het geslacht is voor het eerst wetenschappelijk beschreven in 2000 door Franciscolo.

## Soorten
Het geslacht omvat de volgende soort:
- Ideorhipistena occipitalis Franciscolo, 2000